# ミライカノジョ
『ミライカノジョ』は、PULLTOP LATTEより2015年3月27日に発売された、ブランド第3作目の18禁恋愛アドベンチャーゲーム。

## ストーリー
主人公の津々井孝也は以前から気になっていた女の子と付き合うことになったが、別の時間軸の交際相手が現れたことにより戸惑うが、二人と付き合うことになる。

## 登場人物
津々井 孝也 （つつい たかや）
本作の主人公で面倒見の良い性格。
垣屋 小雪 （かきや こゆき）
声 - Chai
T155/B84(D)/W57/H84
主人公の幼なじみ。
夕霧 （ゆうぎり）
声 - Chai
T162/B91（F）/W59/H89
夕霧は偽名で実は小雪の未来の姿で1年ほど前から喫茶店・閑古鳥で働いている。
籐野 佳苗 （とうの かなえ）
声 - 雪村とあ
T163/B93（G）/W58/H88
主人公たちが通う学園の先生。
籐野 佳苗 （とうの かなえ）
声 - 雪村とあ
T150/B76（B）/W54/H79
過去から来た小さい頃の佳苗先生。
瀬名 乃々華 （せな ののか）
声 - 月野きいろ
T159/B83（C）/W58/H86
主人公の幼なじみで明るく気さくで、運動は学園でトップクラス。
瀬名 乃々華 （せな ののか）
声 - 月野きいろ
T159/B86（D）/W57/H86
数ヵ月後の世界から来たもう一人の乃々華。
豊多 唯月 （とよた ゆづき）
声 - 真宮ゆず
T135/B68（AA）/W50/H71
主人公の妹。 祖父母の養子となっていたため名字が違う。

## スタッフ
- 原画 - あにぃ、大田優一、悠樹真琴
- シナリオ - 北川晴、明日希
- 音楽 - Peak A Soul+